# Femte koalitionskriget
Femte koalitionskriget var ett krig som utspelade sig år 1809 mellan en koalition av Österrike och Storbritannien mot Napoleons franska kejsardöme och Bayern. Krigets främsta drabbningar stod mellan Frankrike och Österrike under fälttåg i Centraleuropa från april till juli. Storbritannien, som redan var involverat i det pågående spanska självständighetskriget, skickade en expedition till Walcheren i Nederländerna för att understödja österrikarna, en expedition som dock fick marginell påverkan på krigets utgång. Efter flera fälttåg i Bayern och i Donaudalen fick Napoleons soldater övertaget och efter det blodiga slaget vid Wagram i början av juli slutade så småningom kriget med en fransk seger.
Det resulterande fredsfördraget i Schönbrunn vilket var den hårdaste fred som Frankrike hade ålagt Österrike. De Österrikiska förhandlarna Metternich och ärkehertig Karl hade som sitt främsta mål att bevara det Habsburgska riket ochlyckades få Napoleon att acceptera österrikiska landavträdelser i utbyte mot löften om en fransk-österrikisk fred och vänskap. De habsburgska arvländerna skonades men Frankrike erhöll Kärnten, Krain och de Adriatiska hamnarna, medan Galizien gavs till Hertigdömet Warszawa och området kring Salzburg i grevskapet Tyrolen gavs till Kungariket Bayern. Resultatet blev att Österrike förlorade ytterligare över tre miljoner medborgare, en femtedel av sin återstående befolkning. Utöver striderna på den iberiska halvön fortsatte, var det femte koalitionskriget den sista stora konflikten på den europeiska kontinenten fram till när Frankrike invaderade Ryssland år 1812, vilket utlöste det sjätte koalitionskriget.